# Ann Wauters
Ann Hilde Willy Wauters (Sint-Gillis-Waas, 12 de octubre de 1980) es una baloncestista belga que ha jugado en la Women's National Basketball Association (WNBA), y que ocupa la posición de centro. Ha participado también el French Championnat de Belgique de basketball féminin de Bélgica y en el Kadınlar Basketbol Süper Ligi de Turquía (donde actualmente juega), entre otros torneos.
Fue reclutada por los Cleveland Rockers en la 1.ª posición de la primera ronda del Draft de la WNBA de 2000, equipo donde militó entre ese año y 2002, para pasar posteriormente a los New York Liberty (2004–2005), VBM-SGAU (2005–2006), CSKA Moscow (2007–2009), San Antonio Silver Stars (2008–2009), UMMC Ekaterinburg (2009–2010), Ros Casares Valencia (2011–2012), Seattle Storm (2012), Galatasaray S.K. (2012–2013), UMMC Ekaterinburg (2013–2014), ESB Villeneuve-d'Ascq (2014–2015), Royal Castors Braine (2015). Desde 2015 juega para Galatasaray S.K..
Ha sido nombrada jugadora europea del año durante 2001, 2002, 2004, 2005 y 2008, mientras que en 2001 fue elegida la mejor baloncestista extranjera en Francia. En este último país, fue campeona de la Liga femenina de baloncesto en cuatro ocasiones: 2001, 2002, 2003 y 2004. En 2012, se alzó con el campeonato de la Liga Femenina de Baloncesto de España.

## Estadísticas

### Totales
| Año                                                                                              | Equipo | J   | JI  | MJ   | TC  | ITC  | TC%  | 3P | 3PA | 3P%   | 2P  | 2PA  | 2P%  | TL  | ITL | TL%  | RBO | RBD | RBT  | AST | STL | BLK | TOV | PF  | PTS  |
| ------------------------------------------------------------------------------------------------ | ------ | --- | --- | ---- | --- | ---- | ---- | -- | --- | ----- | --- | ---- | ---- | --- | --- | ---- | --- | --- | ---- | --- | --- | --- | --- | --- | ---- |
| 2000                                                                                             | CLE    | 32  | 0   | 598  | 78  | 149  | .523 | 0  | 2   | .000  | 78  | 147  | .531 | 43  | 58  | .741 | 47  | 82  | 129  | 37  | 21  | 24  | 63  | 75  | 199  |
| 2001                                                                                             | CLE    | 24  | 14  | 622  | 87  | 153  | .569 | 0  | 2   | .000  | 87  | 151  | .576 | 60  | 75  | .800 | 35  | 79  | 114  | 35  | 17  | 13  | 50  | 55  | 234  |
| 2002                                                                                             | CLE    | 28  | 25  | 802  | 120 | 217  | .553 | 0  | 1   | .000  | 120 | 216  | .556 | 74  | 87  | .851 | 45  | 95  | 140  | 39  | 16  | 21  | 59  | 74  | 314  |
| 2004                                                                                             | NYL    | 13  | 4   | 271  | 29  | 66   | .439 | 1  | 3   | .333  | 28  | 63   | .444 | 23  | 29  | .793 | 10  | 30  | 40   | 21  | 4   | 8   | 21  | 28  | 82   |
| 2005 ★                                                                                           | NYL    | 28  | 28  | 879  | 151 | 279  | .541 | 2  | 2   | 1.000 | 149 | 277  | .538 | 79  | 105 | .752 | 47  | 137 | 184  | 41  | 18  | 23  | 71  | 91  | 383  |
| 2008                                                                                             | SAS    | 32  | 31  | 980  | 195 | 366  | .533 | 11 | 31  | .355  | 184 | 335  | .549 | 70  | 98  | .714 | 47  | 192 | 239  | 56  | 36  | 38  | 70  | 75  | 471  |
| 2009                                                                                             | SAS    | 17  | 16  | 463  | 92  | 168  | .548 | 1  | 6   | .167  | 91  | 162  | .562 | 35  | 52  | .673 | 29  | 66  | 95   | 19  | 13  | 6   | 44  | 39  | 220  |
| 2012                                                                                             | SEA    | 25  | 17  | 574  | 95  | 183  | .519 | 9  | 20  | .450  | 86  | 163  | .528 | 42  | 57  | .737 | 33  | 113 | 146  | 36  | 14  | 18  | 57  | 48  | 241  |
| Carrera                                                                                          |        | 199 | 135 | 5189 | 847 | 1581 | .536 | 24 | 67  | .358  | 823 | 1514 | .544 | 426 | 561 | .759 | 293 | 794 | 1087 | 284 | 139 | 151 | 435 | 485 | 2144 |
| Notas: J=Juegos; JI=Juegos iniciales; MJ=Minutos jugados; ITC=Intentos de TC; ITL=Intentos de TL |        |     |     |      |     |      |      |    |     |       |     |      |      |     |     |      |     |     |      |     |     |     |     |     |      |

### Por juego
| Año                                                                                              | Equipo | J   | JI  | MJ   | TC  | ITC  | TC%  | 3P  | 3PA | 3P%   | 2P  | 2PA  | 2P%  | TL  | ITL | TL%  | RBO | RBD | RBT | AST | STL | BLK | TOV | PF  | PTS  |
| ------------------------------------------------------------------------------------------------ | ------ | --- | --- | ---- | --- | ---- | ---- | --- | --- | ----- | --- | ---- | ---- | --- | --- | ---- | --- | --- | --- | --- | --- | --- | --- | --- | ---- |
| 2000                                                                                             | CLE    | 32  | 0   | 18.7 | 2.4 | 4.7  | .523 | 0.0 | 0.1 | .000  | 2.4 | 4.6  | .531 | 1.3 | 1.8 | .741 | 1.5 | 2.6 | 4.0 | 1.2 | 0.7 | 0.8 | 2.0 | 2.3 | 6.2  |
| 2001                                                                                             | CLE    | 24  | 14  | 25.9 | 3.6 | 6.4  | .569 | 0.0 | 0.1 | .000  | 3.6 | 6.3  | .576 | 2.5 | 3.1 | .800 | 1.5 | 3.3 | 4.8 | 1.5 | 0.7 | 0.5 | 2.1 | 2.3 | 9.8  |
| 2002                                                                                             | CLE    | 28  | 25  | 28.6 | 4.3 | 7.8  | .553 | 0.0 | 0.0 | .000  | 4.3 | 7.7  | .556 | 2.6 | 3.1 | .851 | 1.6 | 3.4 | 5.0 | 1.4 | 0.6 | 0.8 | 2.1 | 2.6 | 11.2 |
| 2004                                                                                             | NYL    | 13  | 4   | 20.8 | 2.2 | 5.1  | .439 | 0.1 | 0.2 | .333  | 2.2 | 4.8  | .444 | 1.8 | 2.2 | .793 | 0.8 | 2.3 | 3.1 | 1.6 | 0.3 | 0.6 | 1.6 | 2.2 | 6.3  |
| 2005                                                                                             | NYL    | 28  | 28  | 31.4 | 5.4 | 10.0 | .541 | 0.1 | 0.1 | 1.000 | 5.3 | 9.9  | .538 | 2.8 | 3.8 | .752 | 1.7 | 4.9 | 6.6 | 1.5 | 0.6 | 0.8 | 2.5 | 3.3 | 13.7 |
| 2008                                                                                             | SAS    | 32  | 31  | 30.6 | 6.1 | 11.4 | .533 | 0.3 | 1.0 | .355  | 5.8 | 10.5 | .549 | 2.2 | 3.1 | .714 | 1.5 | 6.0 | 7.5 | 1.8 | 1.1 | 1.2 | 2.2 | 2.3 | 14.7 |
| 2009                                                                                             | SAS    | 17  | 16  | 27.2 | 5.4 | 9.9  | .548 | 0.1 | 0.4 | .167  | 5.4 | 9.5  | .562 | 2.1 | 3.1 | .673 | 1.7 | 3.9 | 5.6 | 1.1 | 0.8 | 0.4 | 2.6 | 2.3 | 12.9 |
| 2012                                                                                             | SEA    | 25  | 17  | 23.0 | 3.8 | 7.3  | .519 | 0.4 | 0.8 | .450  | 3.4 | 6.5  | .528 | 1.7 | 2.3 | .737 | 1.3 | 4.5 | 5.8 | 1.4 | 0.6 | 0.7 | 2.3 | 1.9 | 9.6  |
| Carrera                                                                                          |        | 199 | 135 | 26.1 | 4.3 | 7.9  | .536 | 0.1 | 0.3 | .358  | 4.1 | 7.6  | .544 | 2.1 | 2.8 | .759 | 1.5 | 4.0 | 5.5 | 1.4 | 0.7 | 0.8 | 2.2 | 2.4 | 10.8 |
| Notas: J=Juegos; JI=Juegos iniciales; MJ=Minutos jugados; ITC=Intentos de TC; ITL=Intentos de TL |        |     |     |      |     |      |      |     |     |       |     |      |      |     |     |      |     |     |     |     |     |     |     |     |      |

## Vida personal
En noviembre de 2010, el entrenador de Wauters anunció que estaba embarazada de su primer hijo. Su esposa, Lot Wielfaert, que también estaba embarazada, dio a luz un mes antes que ella.